# مضخة دوارة خالية من الحشو مرتفعة الكفاءة

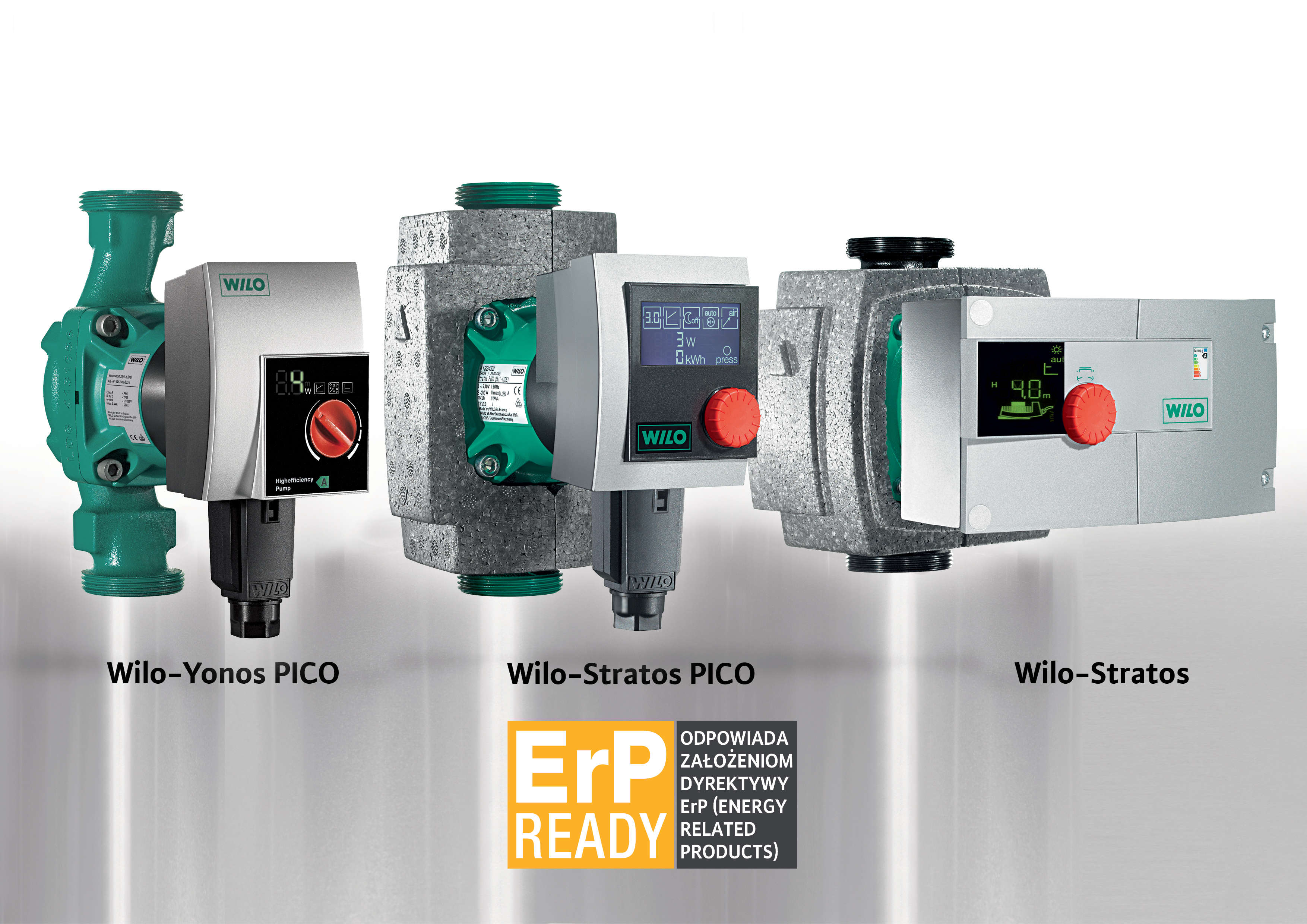

المضخة الدوارة الخالية من الحشو مرتفعة الكفاءة، عنصر من نظام تدفئة وتكييف هواء يسمح للنظام بأداء أعلى كفاءة مع تخفيض استهلاك النظام للكهرباء بشكل ملاحظ.

## الوصف
تتكون المضخة بشكل رئيسي من محرك تزامني مبدل إلكترونيًّا (إي سي إم) مع دائر دائم المغنطة. المحرك التزامني المبدل إلكترونيًّا (والذي يسمى أيضًا محرك التيار المستمر عديم المسفرات) هو محرك يحول التيار المستمر من مصدر كهربائي إلى تيار متناوب يرسل إلى المحرك نفسه، ما يسمح بزيادة كفاءته عن محركات التيار المتناوب العادية. يتألف الدائر المغناطيسي من نواة حديدية، تحيط بها عدة معادن مغناطيسية نادرة، وأخيرًا غلاف معدني يوزع المسافات بالتساوي حول النواء، ما يساعد على قيادة المحرك. بالاستفادة من عدة تحسينات صغيرة في تقنية تصميم المضخات كالمضخة المزدوجة في الأنظمة التفرعية والتحكمات المتغيرة، تستطيع هذه المضخات العمل بزيادة في الكفاءة بمقدار نحو 50 إلى 70 بالمئة مع تخفيض في استهلاك الكهرباء يصل إلى 80% عن التصميم التقليدي السابق. أصبحت هذه المضخة حديثًا المعيار في كل من الأبنية التجارية والسكنية على امتداد الاتحاد الأوروبي بسبب قرار حديث أصدرته المديرية الأوروبية للتصميم البيئي (إي آر بي). بدأت مديرية إي آر بي تطبيق هذا المعيار الجديد لتنظيم هذه المضخات في الأول من يناير 2013 ليصبح أقسى في معايير الكفاءة في 1 أغسطس 2015 لتحقيق هدف الاتحاد الأوروبي بالوصول إلى 50% من الانخفاض الكلي في استهلاك المضخات للطاقة بحلول عام 2020.

## تصميم المضخة

### العوامل الرئيسة
تشمل العوامل التصميمية الرئيسية للمضخات الدوارة الخالية من الحشو مرتفعة الكفاءة محركًا تزامنيًّا مبدلًا إلكترونيًّا، ودائر دائم المغنطة، وتكنولوجيا دائر مغلف. يستخدم المحرك التزامني المبدل إلكترونيًّا لتحويل تيار الطاقة من منبع طاقة تيار مستمر إلى تيار متناوب يغذي المحرك القائد. يستفيد من القوة المحركة المغناطيسية التي تولدها التيارات السطحية المتموضعة على أسطح الثابت والدائر والمغانط الدائمة لتوليد التيار الكهربائي الذي هو في خرج المحرك القائد. تزيل تكنولوجيا الدائر المغلف الحاجة إلى غلاف العمود الذي يجب أن تستخدمه العديد من المضخات التقليدية في تصميمها الفريد. في حين تمتلك المضخات التقليدية ذات أغلفة الأعمدة عدة حجرات بأجزاء دوارة مختلفة في كل منها، فإن تكنولوجيا الدائر المغلف تسمح لكل الأجزاء الدوارة ضمن المضخة بأن توجد في حجرة واحدة. يزيد هذا الكفاءة الإجمالية بما أن السائل المستخدم لتزليق محامل العمود يستخدم أيضًا لتبريد المحرك. تتعلق المكونات الإلكترونية للمحرك خارج هذا النظام عن طريق ظرف مغلف للمحرك، وهو حجرة معدنية مستقلة تستخدم فقط لاحتواء العناصر الإلكترونية.

### العوامل الثانوية
تعطي العديد من العوامل الصغرى لتصميم المضخة بما فيها نظام المضخة المزدوجة الخاص بها وخيارات التحكم بها كفاءة إضافية دون التضحية بشيء من أدائها. باستخدام نظام مضخة مزدوجة مع تحكم متغير وأوتوماتيكي، تستطيع المضخة تخفيض استهلاكها للطاقة مع زيادة الكفاءة والوثوقية. يسمح استخدام التحكمات المتغيرة بالمضخة للمضخة بأن تبني مقدار استهلاكها للطاقة على كمية أدائها الفعلي، ما يؤدي إلى توفير في الاستخدام أثناء الساعات خارج وقت الذروة وإلى زيادة عمر خدمة المضخة. تسمح التحكمات الأوتوماتيكية للمضخة باتباع جدول مضبوط لكمية استهلاك الطاقة خلال ساعات محددة، ما يسمح لأصحاب الأبنية بمزيد من التوفير في تكاليف الكهرباء. بتقسيم الخرج على مضخة مزدوجة في تصميم تفرعي (متوازٍ)، يصبح النظام قادرًا على التكيف بشكل كبير مع شروط الحمل الجزئي. يسبب هذا ازديادًا ملحوظًا في الوثوقية ويؤدي إلى الازدياد في الكفاءة بمقدار 50% إلى 70% الذي تحققه هذه المضخات مرتفعة الكفاءة.